# Éditions L'Atelier contemporain
Les éditions L'Atelier contemporain sont une maison d'édition française sise à Strasbourg et spécialisée dans la littérature contemporaine, les écrits d'artistes et la critique d'art. Elles sont dirigées par l'éditeur François-Marie Deyrolle.

Elles tirent leur nom d'un recueil du poète Francis Ponge consacré à la peinture : 

« Qui sommes-nous ? Où allons-nous ? Que faisons-nous ? Que se passe-t-il, en somme, dans l’atelier contemporain ? »

## Historique

### 2000-2002: la revue, première série
Avant d'être une maison d'édition, L'Atelier contemporain est une revue consacrée à la création littéraire contemporaine. Créée en 2000 par François-Marie Deyrolle, elle connaît 5 numéros d'une longueur de 300 à 700 pages, jusqu'à sa disparition en 2002.
La revue rassemble notamment des contributions de Bruno Krebs, Antoine Émaz, Gérard Titus-Carmel, François Bon, Emmanuel Laugier, Odile Massé, Jean-Luc Parant, Corinne Lovera Vitali, Claude Louis-Combet…

### 2013: la maison d'édition
En 2013, François-Marie Deyrolle refonde L’Atelier contemporain. En plus de la revue, il constitue plusieurs collections consacrées à la littérature, aux écrits d’artistes et à la critique d’art.

#### La revue, deuxième série
Les nouvelles livraisons de la revue explorent le rapport entre texte et image, interrogent la pratique du discours sur l’art et organisent un dialogue entre plasticiens et écrivains. Le premier numéro (été 2013) s’ouvre sur une enquête (« Pourquoi écrivez-vous sur l’art ? ») menée auprès d’écrivains et poètes comme Pierre Bergounioux, Christian Garcin, James Sacré et Frank Venaille. Le deuxième (printemps 2014) inverse la proposition en laissant la parole aux peintres (« Que lisez-vous ? ») : Valérie Favre, Patrice Giorda, Cristine Guinamand, Thomas Lévy-Lasne, Jérémy Liron, Pierre Skira, Gérard Titus-Carmel, etc. y signent des contributions,,.
La revue se donne aussi pour but de faire connaître l’œuvre de peintres peu connus du grand public, tels qu’Ann Loubert ou Monique Tello.

#### Les publications
En parallèle, la publication du recueil À vol d’oiseaux de Jacques Moulin (2013), illustré de dessins d’Ann Loubert, marque le début d’une entreprise éditoriale au long cours, consacrée tout à la fois à la littérature (les Fictions du corps,, de François Bon et les Entretiens d’André du Bouchet avec Alain Veinstein sont des titres-phares), au dialogue artistique (Personne n’est à l’intérieur de rien, correspondance entre Jean Dubuffet et Valère Novarina), à la critique d’art (Admirable tremblement du temps, Gaëtan Picon) et aux écrits d’artistes (Observations sur la peinture et Les Exigences de l’émotion de Pierre Bonnard),,.
Quelques autres auteurs publiés :
- Yves Bonnefoy[11], Leonardo Cremonini, Maryline Desbiolles, Sam Francis, Claude Louis-Combet, Roland Recht, Pierre-Alain Tâche, Gérard Titus-Carmel, Philippe Jaccottet[12], ou Éric Pessan, avec son ouvrage La Hante[13],[14],[15] publié en 2015, sur des illustrations de Patricia Cartereau.

#### Les expositions
Plusieurs expositions ont eu lieu sous l'impulsion des éditions L'Atelier contemporain.
- En 2014, à Paris, la Halle Saint-Pierre accueille les œuvres croisées d’Ann Loubert et de Clémentine Margheriti.
- En 2016, Ann Loubert et Nathalie Savey exposent à la galerie Omnibus à Besançon[16].
- En 2017, Jérémy Liron, Pierre Skira et Stéphane Spach présentent leurs œuvres à la galerie Yves Iffrig de Strasbourg.

## Collections

### Écrits d'artistes
- Gérard Titus-Carmel, avec Yves Bonnefoy, Chemins ouvrants, préface de Marik Froidefond, avec une gravure originale de l'artiste, 2014
- Pierre Bonnard, Observations sur la peinture, 2015
- Sam Francis, Mon art, mon métier, ma magie…, entretiens avec Yves Michaud, 2015
- Gérard Titus-Carmel, Au Vif de la peinture, à l’ombre des mots, préface de Roland Recht, recueil complet des écrits sur l’art (1971-2015) de Gérard Titus-Carmel, 2016
- Pierre Bonnard, Les Exigences de l’émotion, 2016
- Dado, Peindre debout, 2016

### Essais sur l'art
- Gaëtan Picon, Admirable tremblement du temps, 2015 Réédition en fac-similé, augmentée d’essais d'Yves Bonnefoy, Agnès Callu, Francis Marmande, Philippe Sollers, Bernard Vouilloux.
- Jean-Louis Baudry, L’Enfant aux cerises, 2016
- Maryline Desbiolles, Écrits pour voir, 2016
- Renaud Ego, Le Geste du regard, 2017
- Vincent Wackenheim, Josef Kaspar Sattler, ou la tentation de l'os[17], 2016.